# Thermozephyrus ataxus
Thermozephyrus ataxus — вид дневных бабочек из семейства голубянок (Lycaenidae).

## Описание

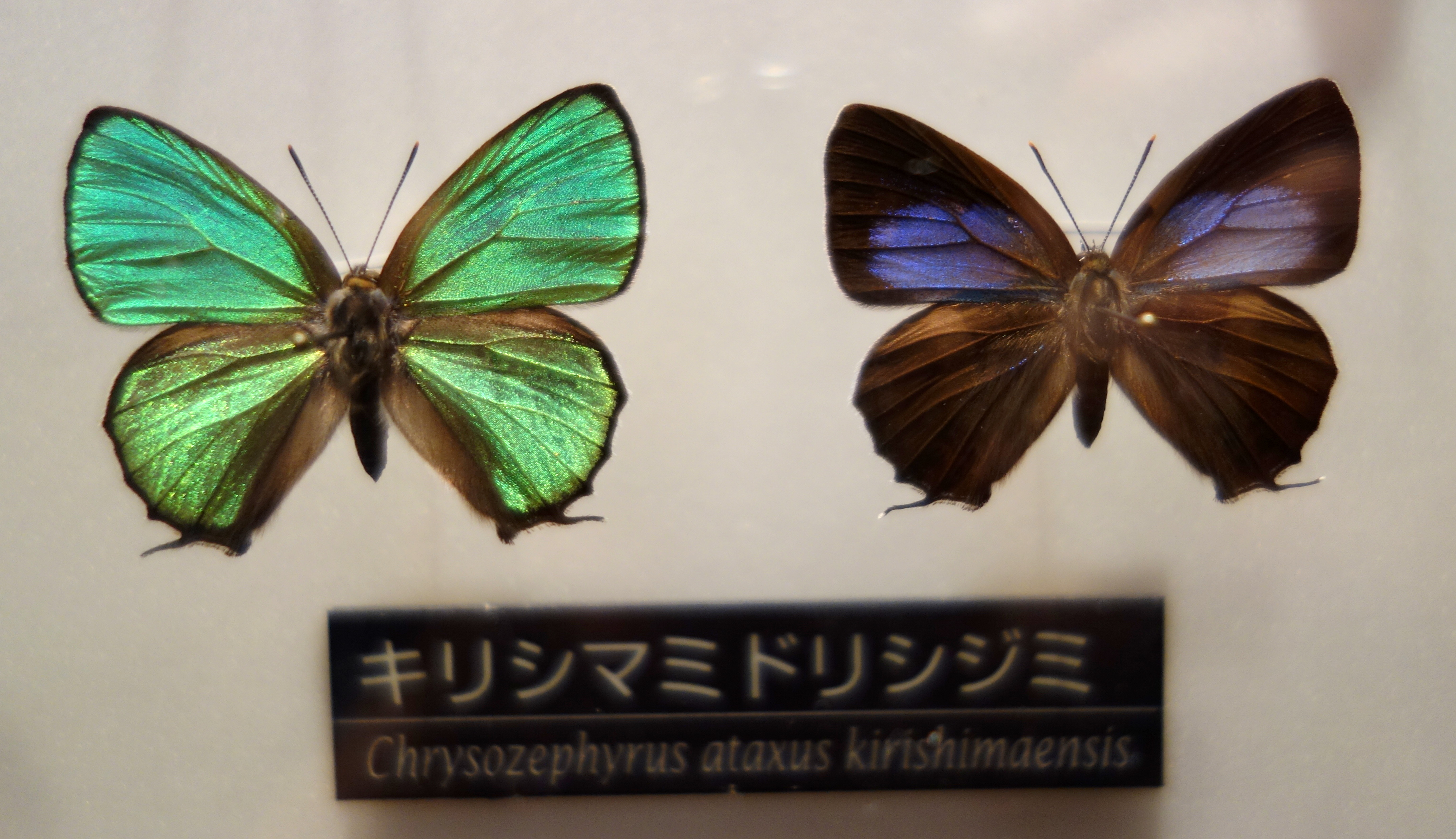
Самец и самка

Длина переднего крыла 17-21 мм. Верхняя сторона крыльев самцов блестящего зелёного цвета с голубоватым оттенком. При смачивании спиртом окраска верха крыла самцов становится бронзовой или бронзово-фиолетовой. Тёмная кайма на обоих крыльях широкая, особенно развита на задних крыльях. Задние крылья с коротким хвостиком. Верхняя сторона крыльев самки тёмно-коричневая, коричневая или черновато-бурая. На переднем крыле самки имеется изменчивый рисунок из крупных голубых и мелких оранжевых пятен. Фон нижней стороны крыльев серовато-белый у самца, и коричневато-жёлтый у самки. Оранжевое пятно у заднего угла заднего крыла широкое, с чёрной точкой-глазком.

## Ареал
Ареал простирается от западных Гималаев до Китая и Японии, включая Пакистан, Индию (Джамму и Кашмир, Ладакх).

## Биология
За год развивается одно поколение. Встречаются в лавровых лесах.Время лёта бабочек происходит в июне — июле, середине августа (в зависимости от участка ареала). Кормовые растения гусениц — различные виды дубов: Quercus gilva, Quercus salicina.